# Григорій Ніський
Григорій Ніський (грец. Γρηγόριος Νύσσης, лат. Gregorius Nyssenus, бл. 335, Неокесарія — після 394, Ніса, Каппадокія) — богослов, філософ, екзегет, один з трьох великих «каппадокійців», брат святих Василія Великого і Петра Севастійського, єпископ Ніси в Каппадокії. З його ініціативи на Другому Вселенському соборі був доповнений Нікейський символ віри. Високо шанований християнський святий.

## Біографія
Григорій Ніський був молодшим братом святителя Василія Великого. Його дитинство і юність збіглося з найбільшим розпалом аріанских суперечок. Отримавши чудову освіту, якийсь час він був наставником з красномовства. У 372 році був рукоположений святим Василієм Великим на єпископа міста Ніса в Каппадокії.
У 379 році помер його брат Василій Великий. Григорій важко переживав втрату свого наставника. У тому ж році Григорій брав участь в Антіохійському соборі проти єретиків, що не визнавали непорочності Божої Матері, і тих, що поклонялися Богоматері як божеству. Він був обраний собором для огляду церков в Аравії і Палестині і утвердження православного вчення про Пресвяту Богородицю. По дорозі назад Григорій відвідав Єрусалим.
В 381 році Григорій був одним з головних діячів Другого Вселенського собору, який було скликано в Константинополі проти єресі Македонія, який неправильно вчив про природу Святого Духа. За ініціативою Григорія Ніського на цьому соборі був доповнений Нікейський символ віри.
Доживши до глибокої старості, Григорій Ніський помер незабаром після Константинопільського собору.

## Богослів'я

### Антропологія
Святий Григорій, можливо, вірив у всезагальне спасіння всіх людей. Григорій стверджує, що коли ап. Павло каже, що Бог буде «всім у всьому» (1 Кор. 15, 28), це означає, що хоч деяким може знадобитися тривалий час для очищення, зрештою «жодна істота не залишиться поза кількістю врятованих» і що «жодне творіння Богом не потрапить за межі Царства Божого».
Тим не менш, у Великому Катехізисі Григорій припускає, що, коли кожен воскресне, спасіння буде надано лише хрещеним, хоча він також заявляє, що інші, керовані своїми пристрастями, можуть бути врятовані після очищення вогнем. Таке богослов'я святого критикується останнім часом.
Григорій також був одним з перших християнських богословів, який сказав, що рабство як інститут був за своєю суттю гріховним. Він вважав, що рабство порушує властиву людству цінність і природу людства бути вільним; Відходячи від рабства яке було поширене ще в юдеїв, він аргументував це тим, що людині дано оволодіти тваринами, а не людством. Хоча такі аспекти рабської системи критикували такі стоїки як Сенека, це було першою і єдиною стійкою критикою інституту рабства, зробленого в античному світі. «Бог сказав: Давайте зробимо людину за власним образом і подобою. Якщо людина створена за подобою Божою і керує всією землею, і отримала владу над усім на землі від Бога, який є її покупець? Хто її продавець? Тільки Бог має цю владу, а точніше, навіть не самий Бог. Бо його благодатні дари, як кажуть, є безповоротніми (Рим. 11:29) Тому Бог не зводить людський рід до рабства, оскільки він сам, коли ми були поневолені гріхом, привів нас до свободи. Але якщо Бог не поневолить того, що є вільним, хто ж той, хто встановлює власну силу понад Божу?» — каже св. Григорій.

## Джерела

De virginitate